# Грб Хондураса
Грб Хондураса је званични хералдички симбол северноамеричке државе Република Хондурас. Грб је усвојен 1825. године, а 1935. је мало измењен. 

## Опис грба
На грбу се налази троугао у којем је вулкан између две куле, које симболизују једнакост и слободу, а изнад њих је масонско око. Око троугла је натпис у овалном облику, „Republica de Honduras, Libre, Soberana e Independiente“ („Република Хондурас, слободан, суверен и независан“), а на дну овала је датум проглашења независности Хондураса, 15. септембра 1821. године.
Изван штита је тоболац за стреле, који симболизује Индијанце, староседеоце Хондураса. Ту су и храстови, борови те симболи пољопривреде и рударства.